# 15699 Lyytinen
15699 Lyytinen este un asteroid din centura principală de asteroizi.

## Descriere
15699 Lyytinen este un asteroid din centura principală de asteroizi. A fost descoperit pe 6 noiembrie 1986 la Stația Anderson Mesa de Edward L. G. Bowell. Asteroidul prezintă o orbită caracterizată de o semiaxă mare de 2,36 ua, o excentricitate de 0,22 și o înclinație de 4,1° în raport cu ecliptica.